# Сальянский государственный кукольный театр
Сальянский государственный кукольный театр — азербайджанский театр, созданный в 1973 году в городе Сальян.

## История
Сальянский государственный театр кукол был основан в 1973 году. В первые годы он функционировал как художественный самодеятельный кружок, который со временем превратился в творческий коллектив, известный далеко за пределами Сальяна. Инициатором создания театра стал выходец из Сальяна, актер Бакинского государственного театра кукол и культурный деятель Джахангир Карашов. Он собрал вокруг себя талантливых любителей искусства и поставил на сцене произведение Али Самедли «Излишняя жадность во вред». Успех первого спектакля привел к тому, что в 1975 году коллектив был удостоен звания «Народный коллектив».
Коллектив театра быстро завоевал признание на фестивалях, конкурсах, выступая в городах и районах Азербайджана. В 1994 году, 4 июля, коллективу был присвоен статус Государственного театра. За годы работы театром были поставлены более 60 спектаклей, включая такие произведения, как «Излишняя жадность во вред» Али Самедли, «Отцовская любовь» Мирмехди Сеидзаде, «Свадьба Лысого» Рахмана Али-заде, «Заботливая Нигяр» Рафика Савалана, «Собственная ловушка» Рафика Савалана, «Говорящая кукла» Абдуллы Шаиг, «Лиса идет в хадж» Искендера Джошгуна, «Приключения осла с хвостом» Тофика Керима, «Хитрость Лысого Хамзы» Али Али-заде, «От воя до мычания» Гасанага Гусейнова, «Маленький человек и волшебник» Фирудина Агаева, «Сирота Фатма» Рафика Мирзы и «Кошка, гулявшая сама по себе» Р. Киплинга. Эти спектакли были показаны не только в Сальяне, но и в других районах.
Коллектив театра активно участвует в культурно-массовых мероприятиях, проводимых в районе. Театр играет важную роль в воспитании детей, их культурном и мировоззренческом развитии.
Сальянские театральные традиции имеют более давнюю историю. В 1944—1949 годах в Сальяне функционировал Государственный драматический театр, который, несмотря на статус драматического, ставил на сцене оперы и музыкальные комедии благодаря сильной творческой команде. Из этого театра вышли такие известные личности, как Рубаба Мурадова, Гулу Аскеров, Сенан Агабейли, Мугбиль Дадашов, Алиага Курчайлы, Афлатун Агаев, Рза Шихов и другие. В 1949 году театр прекратил свою деятельность вместе с другими региональными театрами.
В настоящее время Сальянским государственным кукольным театром руководит Лалязар Гусейнова, а главным режиссером театра является Рафик Мирза.